# エミリー・ロワ
エミリー・ロワ（Émilie Loit, 1979年6月9日 - ）は、フランス・シェルブール＝オクトヴィル出身の女子プロテニス選手。自己最高ランキングはシングルス27位、ダブルス15位。WTAツアーでシングルス3勝、ダブルス16勝を挙げた。身長167cm、体重61kg。左利き、バックハンド・ストロークは両手打ち。

## 来歴
4大大会では1997年全仏オープンで初出場した。シングルスの最高成績は1999年全豪オープンの4回戦進出である。3回戦で第9シードのコンチタ・マルティネスを 7-5, 6-1 で破り4回戦でアメリ・モレスモに 0-6, 5-7 で敗れた。ダブルスでは1998年全米オープンでカロリーヌ・デニン、2003年全仏オープンでナタリー・ドシー、2004年ウィンブルドン選手権でマリオン・バルトリ、2005年全仏オープンでニコル・プラットと組んでベスト8に進出した。
ロワは長くフランスの中堅選手として活動し、通算シングルス3勝、ダブルス16勝を挙げた。2003年フェドカップフランス代表の優勝メンバーにもなった。
2009年全仏オープンを最後に30歳で現役を引退した。

## WTAツアー決勝進出結果

### シングルス: 3回 (3勝0敗)
| 大会グレード         |
| -------------------- |
| グランドスラム (0–0) |
| ティア I (0–0)       |
| ティア II (0–0)      |
| ティア III (1–0)     |
| ティア IV & V (2–0)  |

| 結果 | No. | 決勝日        | 大会         | サーフェス | 対戦相手             | スコア   |
| ---- | --- | ------------- | ------------ | ---------- | -------------------- | -------- |
| 優勝 | 1.  | 2004年4月11日 | カサブランカ | クレー     | ルドミラ・セルバノバ | 6–2, 6–2 |
| 優勝 | 2.  | 2004年4月20日 | エストリル   | クレー     | イベタ・ベネソバ     | 7–5, 7–6 |
| 優勝 | 3.  | 2007年3月3日  | アカプルコ   | クレー     | フラビア・ペンネッタ | 7–6, 6–4 |

### ダブルス: 26回 (16勝10敗)
| 結果   | No. | 決勝日         | 大会             | サーフェス        | パートナー                       | 対戦相手                                              | スコア           |
| ------ | --- | -------------- | ---------------- | ----------------- | -------------------------------- | ----------------------------------------------------- | ---------------- |
| 準優勝 | 1.  | 1999年1月16日  | ホバート         | ハード            | アレクシア・デショーム           | マリアン・デ・スウォート エレナ・タタルコワ           | 1–6, 2–6         |
| 優勝   | 1.  | 1999年11月21日 | パタヤ           | ハード            | アサ・カールソン                 | エフゲニア・クリコフスカヤ パトリシア・ワーツシュ     | 6–1, 6–4         |
| 優勝   | 2.  | 2000年1月16日  | ホバート         | ハード            | リタ・グランデ                   | キム・クライシュテルス アリシア・モリク               | 6–2, 2–6, 6–3    |
| 準優勝 | 2.  | 2000年2月7日   | パリ             | カーペット (室内) | アサ・スベンソン                 | ジュリー・アラール＝デキュジス サンドリーヌ・テスチュ | 6-3 3-6 4-6      |
| 優勝   | 3.  | 2001年2月18日  | ニース           | カーペット (室内) | アン＝ゲイル・シド               | キンバリー・ポー ナタリー・トージア                   | 1–6, 6–2, 6–0    |
| 優勝   | 4.  | 2002年4月21日  | ブダペスト       | クレー            | カトリン・バークレー             | エレーナ・ボビナ ゾフィア・グバチ                     | 4–6, 6–3, 6–3    |
| 準優勝 | 3.  | 2002年9月14日  | バイーア         | クレー            | ロザンナ・デ・ロス・リオス       | ビルヒニア・ルアノ・パスクアル パオラ・スアレス       | 4–6, 1–6         |
| 準優勝 | 4.  | 2003年1月5日   | ゴールドコースト | ハード            | ナタリー・ドシー                 | マルチナ・ナブラチロワ スベトラーナ・クズネツォワ     | 4–6, 4–6         |
| 優勝   | 5.  | 2003年1月11日  | キャンベラ       | ハード            | タチアナ・ガルビン               | ダヤ・ベダノワ ディナラ・サフィナ                     | 6–3, 3–6, 6–4    |
| 準優勝 | 5.  | 2003年2月16日  | アントワープ     | カーペット (室内) | ナタリー・ドシー                 | 杉山愛 キム・クライシュテルス                         | 2–6, 0–6         |
| 優勝   | 6.  | 2003年3月2日   | アカプルコ       | クレー            | アサ・スベンソン                 | ペトラ・マンデュラ パトリシア・ワーツシュ             | 6–3, 6–1         |
| 準優勝 | 6.  | 2003年9月14日  | バリ             | ハード            | ニコル・プラット                 | アンジェリク・ウィジャヤ マリア・ベント＝カブチ       | 5–7, 2–6         |
| 優勝   | 7.  | 2003年9月21日  | 上海             | ハード            | ニコル・プラット                 | 杉山愛 タマリネ・タナスガーン                         | 6–3, 6–3         |
| 優勝   | 8.  | 2004年4月11日  | カサブランカ     | クレー            | マリオン・バルトリ               | エルス・カレンズ カタリナ・スレボトニク               | 6–4, 6–2         |
| 優勝   | 9.  | 2005年5月8日   | ラバト           | クレー            | バルボラ・ザフラボバ・ストリコバ | ルルド・ドミンゲス・リノ ヌリア・リャゴステラ・ビベス | 3–6, 7–6(6), 7–5 |
| 優勝   | 10. | 2005年5月15日  | プラハ           | クレー            | ニコル・プラット                 | エレナ・コスタニッチ バルボラ・ザフラボバ・ストリコバ | 6–7(6), 6–4, 6–4 |
| 優勝   | 11. | 2005年7月25日  | ブダペスト       | クレー            | カタリナ・スレボトニク           | ルルド・ドミンゲス・リノ マルタ・マレーロ             | 6–1, 3–6, 6–2    |
| 優勝   | 11. | 2005年8月14日  | ストックホルム   | ハード            | カタリナ・スレボトニク           | エバ・ブリネロバ マラ・サンタンジェロ                 | 6–4, 6–3         |
| 優勝   | 13. | 2005年10月9日  | タシケント       | ハード            | マリア・エレナ・カメリン         | アナスタシア・ロディオノワ ガリナ・ボスコボワ         | 6–3, 6–0         |
| 優勝   | 14. | 2005年10月30日 | ハッセルト       | ハード (室内)     | カタリナ・スレボトニク           | ミハエラ・クライチェク アグネシュ・サバイ             | 6–3, 6–4         |
| 準優勝 | 7.  | 2006年1月7日   | オークランド     | ハード            | バルボラ・ザフラボバ・ストリコバ | エレーナ・リホフツェワ ベラ・ズボナレワ               | 3–6, 4–6         |
| 優勝   | 15. | 2006年1月13日  | ホバート         | ハード            | ニコル・プラット                 | ジル・クレイバス エレナ・コスタニッチ                 | 6–2, 6–1         |
| 優勝   | 16. | 2006年2月12日  | パリ             | カーペット (室内) | クベタ・ペシュケ                 | カーラ・ブラック レネ・スタブス                       | 7–6(5), 6–4      |
| 準優勝 | 8.  | 2006年3月5日   | アカプルコ       | クレー            | 浅越しのぶ                       | アンナ＝レナ・グローネフェルト メガン・ショーネシー   | 1–6, 3–6         |
| 準優勝 | 9.  | 2006年9月24日  | ポルトロス       | ハード            | エバ・ブリネロバ                 | ルーシー・ハラデツカ レナタ・ボラコバ                 | 棄権             |
| 準優勝 | 10. | 2007年3月3日   | アカプルコ       | クレー            | ニコル・プラット                 | アランチャ・パラ・サントンハ ルルド・ドミンゲス・リノ | 3–6, 3–6         |

## 4大大会シングルス成績
略語の説明
| W | F | SF | QF | #R | RR | Q# | LQ | A | Z# | PO | G | S | B | NMS | P | NH |

W=優勝, F=準優勝, SF=ベスト4, QF=ベスト8, #R=#回戦敗退, RR=ラウンドロビン敗退, Q#=予選#回戦敗退, LQ=予選敗退, A=大会不参加, Z#=デビスカップ/BJKカップ地域ゾーン, PO=デビスカップ/BJKカッププレーオフ, G=オリンピック金メダル, S=オリンピック銀メダル, B=オリンピック銅メダル, NMS=マスターズシリーズから降格, P=開催延期, NH=開催なし.
| 大会           | 1997 | 1998 | 1999 | 2000 | 2001 | 2002 | 2003 | 2004 | 2005 | 2006 | 2007 | 2008 | 2009 | 通算成績 |
| -------------- | ---- | ---- | ---- | ---- | ---- | ---- | ---- | ---- | ---- | ---- | ---- | ---- | ---- | -------- |
| 全豪オープン   | A    | A    | 4R   | 2R   | 3R   | 1R   | 1R   | 2R   | 1R   | 2R   | 2R   | 1R   | LQ   | 9–10     |
| 全仏オープン   | 1R   | 2R   | 1R   | 3R   | 1R   | 3R   | 2R   | 2R   | 3R   | 2R   | 1R   | 3R   | 1R   | 12–13    |
| ウィンブルドン | A    | LQ   | 1R   | LQ   | 2R   | 2R   | 3R   | 1R   | 1R   | 1R   | 2R   | 2R   | A    | 6–9      |
| 全米オープン   | A    | LQ   | 1R   | LQ   | 2R   | 2R   | 3R   | 1R   | 1R   | 2R   | 1R   | 1R   | A    | 5–9      |